# Crowle, Worcestershire
Crowle är en by och en civil parish i Wychavon i Worcestershire i England. Orten har 1 081 invånare (2011). Byn nämndes i Domedagsboken (Domesday Book) år 1086, och kallades då Croelai/Crohlea.